# Marc Willem du Tour van Bellinchave
Marc Willem, baron du Tour van Bellinchave, né le 29 juillet 1835 à Leeuwarden et mort le 26 juillet 1908 à Gorssel, est un homme politique néerlandais. 

## Biographie
Marc Willem du Tour van Bellinchave est le fils du baron Gerrit Martijn Baron du Tour et d'Hermanna Aleida Bruce. Il est le petit-fils du baron Marc Cornelis Willem du Tour van Bellinchave et du général Stewart John Bruce (nl).
Marié avec Maria Huydecoper, fille de Jan Elias Huydecoper et de la baronne Maria Taets van Amerongen, il est le beau-père du comte Charles de Lalaing (en) et d'Henrick van Weede, ainsi que le grand-père de Ferdinand François de Smeth (nl).

## Fonctions et mandats
- Chambellan extraordinaire du roi Guillaume III des Pays-Bas : 1860
- Conseiller municipal de La Haye : 1866-1879
- Membre des États provinciaux de Hollande-Méridionale : 1873-1883
- Conseiller municipal de La Haye : 1880-1883
- Grand Maître des Cérémonies du Roi : 1883
- Ministre néerlandais de la Justice : 1883-1888
- Ministre néerlandais des Affaires étrangères : 1885
- Conseiller municipal de La Haye : 1888-1895
- Grand Maître des Cérémonies de la Reine : 1891-1900
- Grand-Maître honoraire de la reine Wilhelmine des Pays-Bas : 1900-